# Lewis (Automarke)
Lewis war eine britische Automobilmarke deren Fahrzeuge nur 1922 von der Abbey Industries Ltd. in Abbey Wood, London, gefertigt wurden.
Der Lewis war ein Kleinwagen mit V2-Motor von M.A.G. Der Motor leistete 10 bhp (7,4 kW).

## Quelle
- David Culshaw & Peter Horrobin: The Complete Catalogue of British Cars 1895–1975. Veloce Publishing plc. Dorchester (1997). ISBN 1-874105-93-6